# Карабюкспор
«Karabükspor» — турецкий футбольный клуб из города Карабюк, выступающий во второй лиге Турции по футболу. Основан в 1969 году, в результате слияния клубов «Карабюк Генчликспор» и «Демир Челик Спор». Домашние матчи проводит на стадионе «Йенишехир», вмещающем 7 593 зрителя. Сезон 2011/12, является 5-м для клуба в высшем турецком дивизионе, лучший результат — 7-е место в сезоне 2013/14.

## История
В 1938 году по приказу Гази Мустафы Кемаля Ататюрка процесс реструктуризации во имя спорта начался по всей стране, и особенно в Карабюке, где началось первое движение тяжёлой промышленности страны, усилия по созданию клубов, которые возглавили бы это набрал скорость. Азми Тилабар, генеральный директор металлургических предприятий того периода, Д.Ч. Молодёжный клуб в серо-голубых тонах, а также Д.Ч. Он сделал первый шаг к сегодняшнему Кардемир Карабюкспор, основав его под гербом.
В Карабюке, который сделал себе имя в турецком спорте с 1938 года;
Английский инженер Mr.Lain, который в то время отвечал за установку футбольной команды, тренировал футбольную команду,
Национальный спортсмен Фаик Онен, тренирующий сборную по лёгкой атлетике,
Ахмет и Яшар Догу из Мерсина были тренерами борцовской команды.
Имея спортсменов в отделениях бокса и стрельбы, клуб в те годы создал отделения по велоспорту, баскетболу и волейболу под председательством директора учреждения Фатина Исфендияра и стал вокальным клубом в регионе, постоянно завоёвывая награды в любительских отделениях.
Кардемир Карабюкспор, который в 1940-х годах добился успеха в любительских кластерах Зонгулдака, стал символом в таких спортивных отраслях, как велоспорт, теннис и борьба в стране. Кардемир Карабюкспор, получивший ещё один цвет с Карабюк Молодёжным Спортом в 1950-х годах, принял красный цвет Карабюк Молодёжного Спорта и синий цвет Демир Челик Генч Спорт, а также новый цвет логотипа Айрон Челик в сезоне 1969-70 в Турции. его первый шаг в профессиональные лиги в Белой группе 3-й лиги.В сезоне 1982-1983 он выпал из 2.ig, 3. После упразднения лиги она попала в любительский кластер.В сезоне 1983-1984 Зонгулдак был 1-м в Любительском кластере, а затем 34 матча без поражений по итогам Региональных матчей) Команда, состоящая из молодёжи из Карабюк стал чемпионом, сыграв в последнем матче с «Чорлуспором» в Чорлу со счётом 0: 0. Он занял своё место в профессиональных лигах. В сезоне 1992–1993 годов районная команда из группы продвижения плей-офф была переведена в 1-ю лигу Турции. впервые в Анатолии.

## Текущий состав
| №  |               | Поз. | Имя                  | Год рождения |
| -- | ------------- | ---- | -------------------- | ------------ |
| 1  | Флаг Турции   | Вр   | Фуркан Качар         | 1995         |
| 7  | Флаг Турции   | ПЗ   | Айдын Йылмаз         | 1988         |
| 9  | Флаг Турции   | ПЗ   | Рамазан Овюч         | 1994         |
| 10 | Флаг Франции  | Нап  | Аймен Суда           | 1993         |
| 11 | Флаг Бельгии  | Нап  | Ахмет Карадайы       | 1996         |
| 12 | Флаг Румынии  | Нап  | Мариус Алексе        | 1990         |
| 13 | Флаг Турции   | Защ  | Фатих Тултак         | 2001         |
| 18 | Флаг Ганы     | Нап  | Франсис Нарх         | 1994         |
| 19 | Флаг Камеруна | Нап  | Жюстин Менголо       | 1993         |
| 20 | Флаг Турции   | Защ  | Беркай Йылмаз        | 1998         |
| 22 | Флаг Турции   | Вр   | Ферхат Йылмаз        | 1998         |
| 23 | Флаг Турции   | Защ  | Абдуллах Сезгин      | 1999         |
| 26 | Флаг Турции   | ПЗ   | Догукан Сабих Токсёз | 2000         |
| 28 | Флаг Турции   | Защ  | Али Кемаль Йылмаз    | 1999         |
| 30 | Флаг Турции   | Защ  | Джан Сикильмаз       | 1998         |

| №  |              | Поз. | Имя                | Год рождения |
| -- | ------------ | ---- | ------------------ | ------------ |
| 34 | Флаг Турции  | ПЗ   | Эмре Эсер          | 1997         |
| 55 | Флаг Турции  | Защ  | Сезер Гюндюз       | 2000         |
| 70 | Флаг Турции  | ПЗ   | Тойкан Топуз       | 1999         |
| 77 | Флаг Турции  | ПЗ   | Фатих Кизилай      | 1998         |
| 78 | Флаг Турции  | Нап  | Юсуф Акбулут       | 1990         |
| 79 | Флаг Украины | ПЗ   | Андрей Близниченко | 1994         |
| 88 | Флаг Франции | Защ  | Махамаду Сиссоко   | 1988         |
| 90 | Флаг Турции  | Нап  | Батухан Курт       | 1998         |
| 92 | Флаг Турции  | ПЗ   | Джихан Айдин       | 2001         |
| 97 | Флаг Турции  | Нап  | Ариф Бостанджи     | 1997         |
| 98 | Флаг Турции  | ПЗ   | Берк Керванкиран   | 1998         |
| 99 | Флаг Турции  | Нап  | Мелих Берат Арслан | 1999         |
| -  | Флаг Турции  | Защ  | Эфе Озарслан       | 1990         |
| -  | Флаг Турции  | Защ  | Берке Сагкан       | 1998         |